# جواو باولو كلاينوبينغ
جواو باولو كلاينوبينج (مواليد 19 ديسمبر 1972) سياسي برازيلي. أمضى حياته السياسية ممثلاً لولاية سانتا كاتارينا مسقط رأسه، حيث شغل منصب نائب الممثل الفيدرالي من 2015 إلى 2019، وعمدة بلوميناو من 2005 إلى 2013، ونائبًا للولاية من 2003 إلى 2004.

## الحياة الشخصية
وُلِد كلاينوبينغ لفيلسون بيدرو كلاينوبينغ حاكم سانتا كاتارينا فيما بعد، وفيرا ماريا كرم. وهو متزوج من باتريسيا لوخ كلينوبينغ وهو خريج جامعة سانتا كاتارينا الفيدرالية. بالإضافة إلى كونه سياسيًا، كان فيسينتينيو جونيور سابقًا مدير أعمال ومؤرخًا.

## الحياة السياسية
كان كلاينوبينع عمدة بلوميناو في عام 2004 بأغلبية 75.783 صوتًا وأعيد انتخابه في عام 2008 بأغلبية 112.509 صوتًا. كان عمدة خلال فيضانات سانتا كاتارينا التاريخية عام 2008، حيث أُجبر على إعلان حالة الطوارئ في البلدية بسبب ارتفاع منسوب المياه.
انتخب عضوا في مجلس النواب الاتحادي في الانتخابات العامة البرازيلية 2014. صوّت كلاينوبينغ لصالح محاكمة الرئيسة آنذاك ديلما روسيف. صوّت لصالح إصلاح العمل البرازيلي لعام 2017، وسيصوت لصالح فتح تحقيق في الفساد مع ميشيل تامر خليفة روسيف.